# Сыдыяха
Сыдыяха  (также Сыды-Яха) — река в России, протекает по Ямало-Ненецкому АО. Длина реки составляет 163 км. Площадь водосборного бассейна — 1120 км². 
Река вытекает из небольшого безымянного озера в западной части Гыданского полуострова на высоте более 28 м над уровнем моря. Преимущественно течёт на юг и юго-запад, перед устьям поворачивает на юго-восток. В среднем и нижнем течении берега обрывистые. Активно меандрирует. В долине реки множество некрупных озёр. Впадает с севера несколькими рукавами в Тазовскую губу в 22 км к северо-западу от устья реки Тотаяха. Устье заболочено. Перед устьем ширина реки достигает 90 м, а глубина — 2 м. Скорость течения в низовьях — 0,1 м/с.

## Основные притоки
Указаны поименованные притоки длиной 20 км и более .
| Название   | Расстояние от устья | Длина | Положение |
| ---------- | ------------------- | ----- | --------- |
| Вангутаяха | 77                  | 45    | правый    |
| Сякуяха    | 95                  | 29    | правый    |

## Данные водного реестра
По данным государственного водного реестра России относится к Нижнеобскому бассейновому округу, водохозяйственный участок — реки бассейна Карского моря от северо-восточной границы бассейна реки Таз до границы бассейна Енисейского залива, речной подбассейн реки — подбассейн отсутствует. Речной бассейн реки — Таз.
Код объекта в государственном водном реестре — 15050000212115300075077.